# Marijampolė fotbollsarena
Marijampolė fotbollsarena eller Marijampolės sporto centro stadionas är en fotbollsarena i Marijampolė i Litauen. Den är hemmaarena för FK Sūduva. 

## Fotbollsarenan
Marijampolės sporto centro stadionas byggdes 2007–2008. Stadion är den främsta utomhusrekreations-, underhållnings- och idrottsplatsen i Marijampolė, med en kapacitet på 6 250 åskådare. Vid sidan av stadion ligger ARVI inomhus fotbollsarena med 2 660 platser där fotboll kan spelas året runt.
Finalen i U19-Europamästerskapet i fotboll 2013 spelades på Marijampolė fotbollsarena
11 december 2019 rapporterades att ARVI-gruppen inte längre skulle stödja FK Sūduva. Det fanns anteckningar och skyltar med namnet på en tidigare sponsor. ARVi Arena har fått nytt namn till Marijampolė fotbollsarena (åtminstone tillfälligt tills en annan sponsor dyker upp).

## Galleri

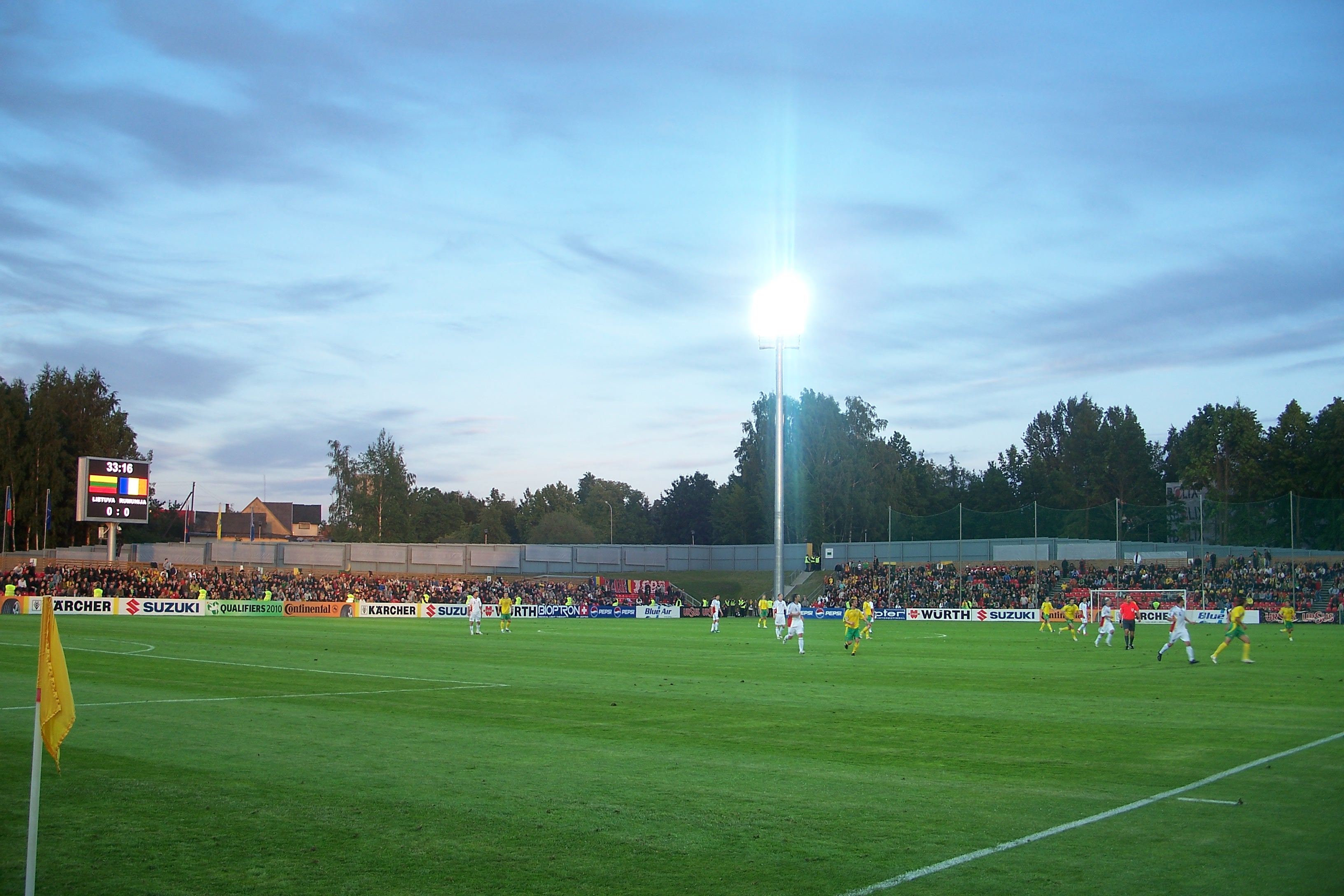
Fotbollsmatch mellan Litauen och Rumänien
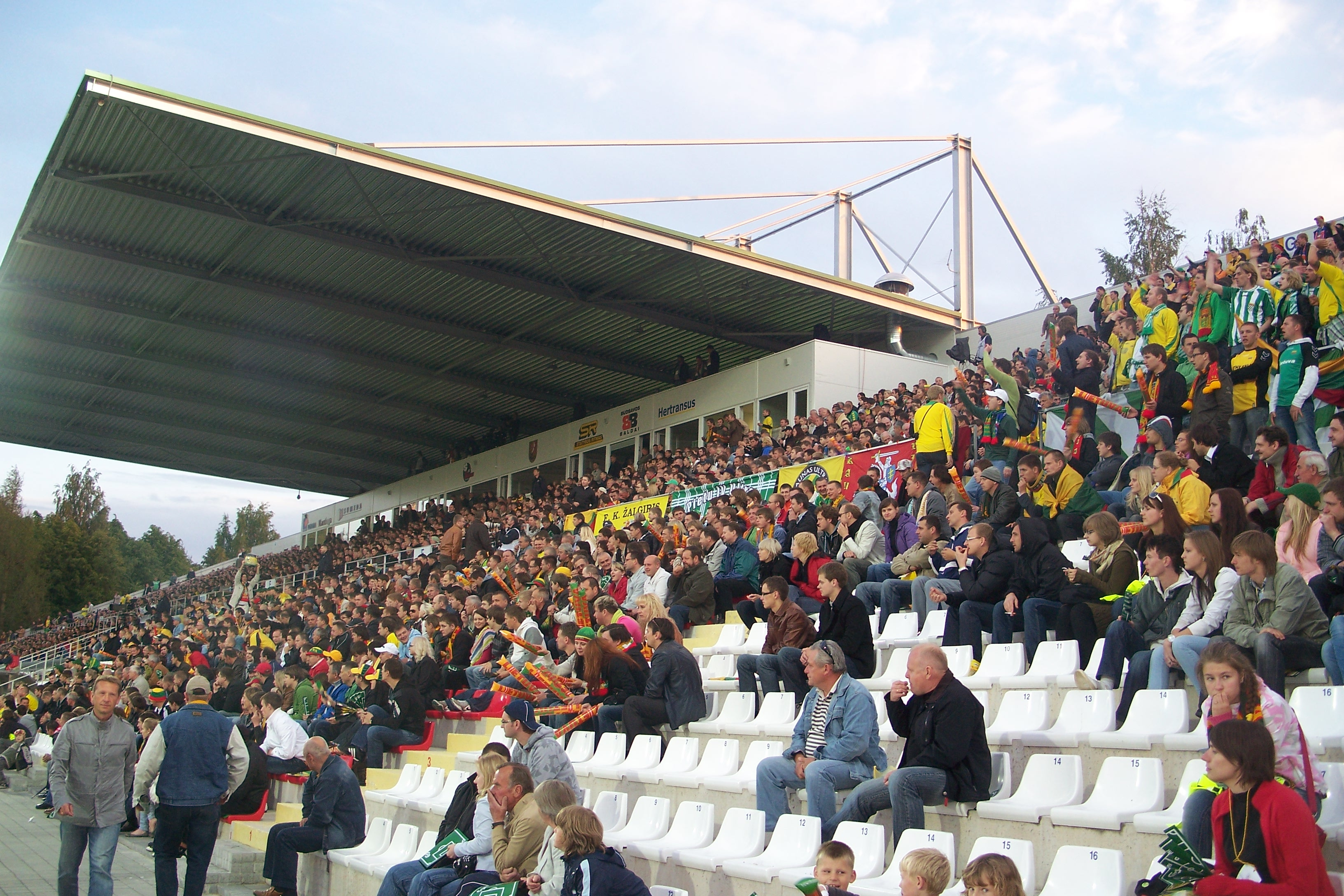
Marijampolė fotbollsarena åskådarstolpar
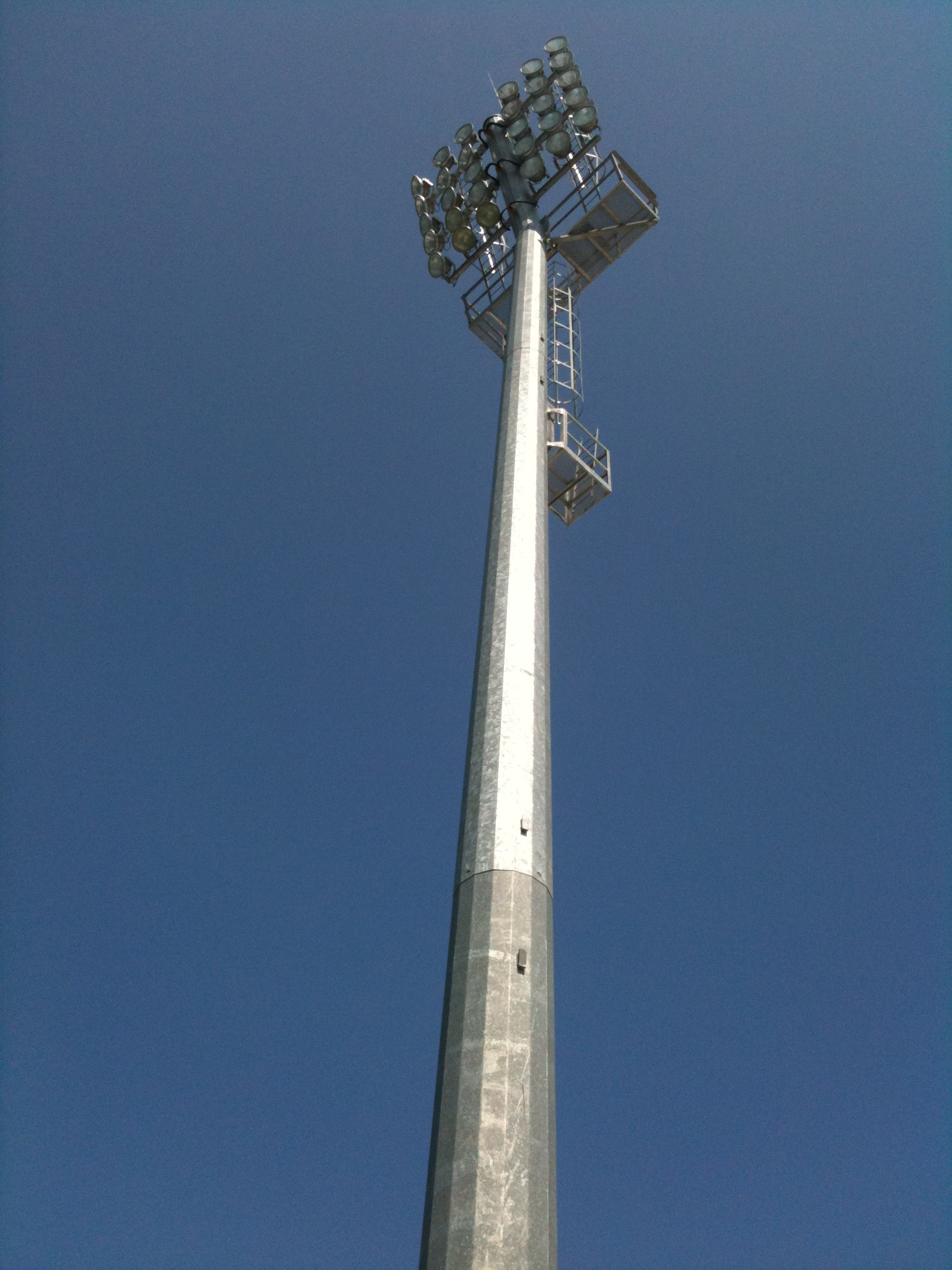
Stadionbelysningsstång
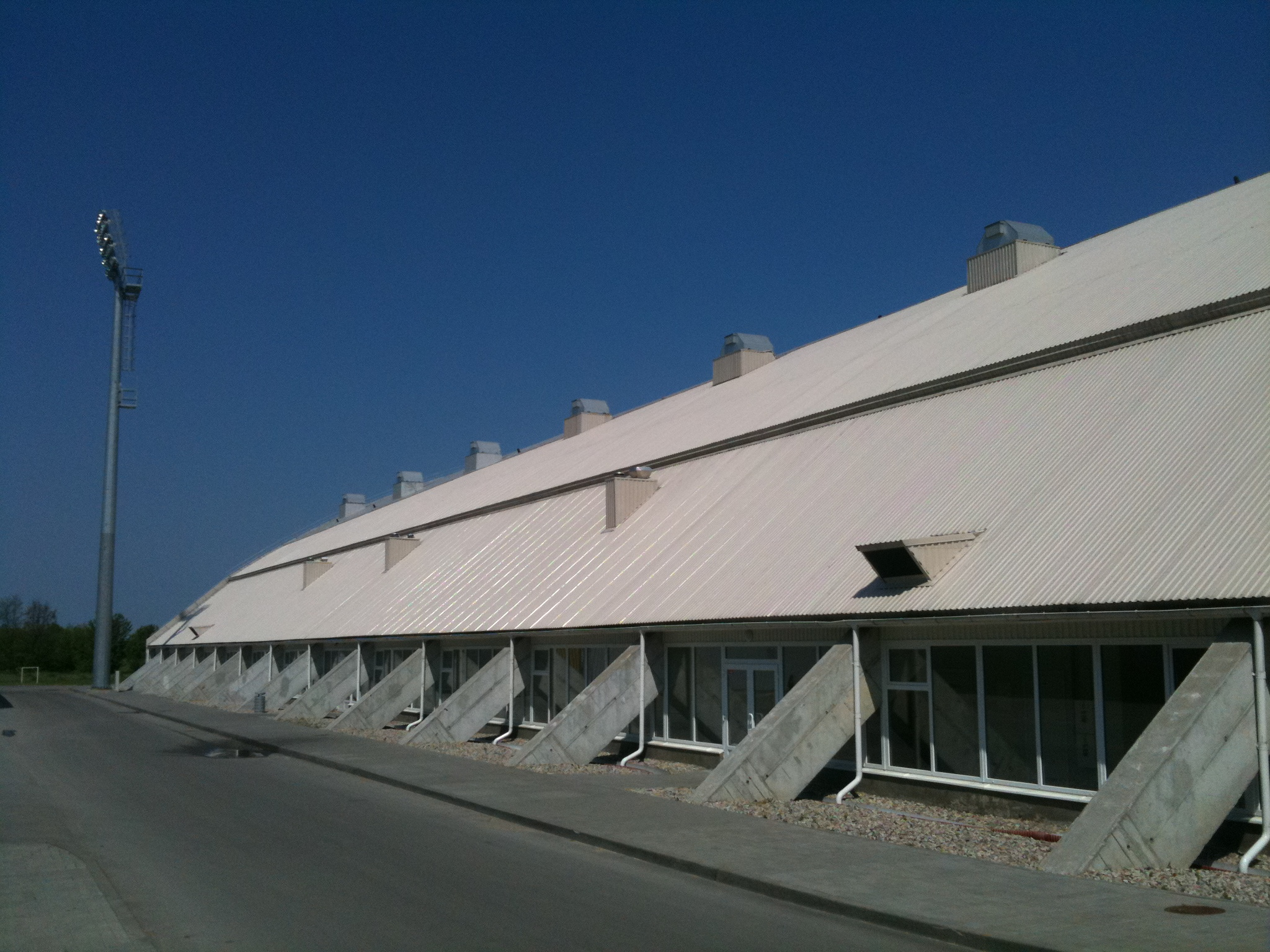
Marijampolė inomhus fotbollsarena

## Övrigt
- Kapacitet: 6 250.[3]
- Publikrekord: (?)
- Spelplan: 105 x 68 m.
- Underlag: Gräs.
- Belysning: 2007
- Byggnadsår: 2008
- Total byggkostnad: 26 miljoner litas